# Beyond Therapy
Beyond Therapy is een Amerikaanse filmkomedie uit 1987 onder regie van Robert Altman.

## Verhaal
Een biseksueel en een neurotische patiënte ontmoeten elkaar door middel van een contactadvertentie. Hun relatie loopt natuurlijk fout. Ook hun psychiaters kunnen hun geen hulp bieden.

## Rolverdeling
| Acteur                  | Personage |
| ----------------------- | --------- |
| Julie Hagerty           | Prudence  |
| Jeff Goldblum           | Bruce     |
| Glenda Jackson          | Charlotte |
| Tom Conti               | Stuart    |
| Christopher Guest       | Bob       |
| Geneviève Page          | Zizi      |
| Cris Campion            | Andrew    |
| Sandrine Dumas          | Cindy     |
| Bertrand Bonvoisin      | Le Gérant |
| Nicole Evans            | Kassier   |
| Louis-Marie Taillefer   | Le Chef   |
| Matthew Leonard-Lesniak | Mr. Bean  |
| Laure Killing           | Charlie   |
| Gilbert Blin            | Waiters   |
| Vincent Longuemare      | Waiters   |